# مذبحة نجع حمادي
مذبحة نجع حمادي هي مذبحة بحق المسيحيين الأقباط نُفذت عشية يوم 7 يناير 2010، في مدينة نجع حمادي المصرية. نفذت المذبحة على يد مسلحين أمام كاتدرائية نجع حمادي أثناء خروج المسيحيين الأقباط من الكنيسة بعد الاحتفال بقداس منتصف الليل الإلهي لعيد الميلاد. أسفرت المذبحة عن مقتل ثمانية أقباط ومسلم واحد من المارة. وتأكدت إصابة تسعة أقباط آخرين، كما ورد أن اثنين من المسلمين أصيبوا في الهجوم. ذكرت وزارة الداخلية المصرية إنها تشتبه في أن الدافع وراء الهجوم هو اغتصاب فتاة مسلمة على يد مسيحي.
حظيت مذبحة نجع حمادي باهتمام دولي واسع النطاق، وأدانها البابا بنديكتوس السادس عشر، والنائب اللبناني نديم الجميل، وزير الخارجية الإيطالي فرانكو فراتيني، ووزير الخارجية الكندي لورانس كانون. تعتبر هذه المذبحة واحدة من أخطر أعمال العنف ضد المسيحيين في مصر، والأسوأ منذ مقتل 21 مسيحيًا قبطيًا في الكشح في يناير 2000.
في فجر الإثنين 10 أكتوبر 2011، نُفذ حكم الإعدام شنقًا في منفذ المذبحة «حمام الكموني» في سجن برج العرب وذلك بعد إدانته بتهمة قتل 6 مسيحيين ومسلم واحد عمداً، والشروع في قتل آخرين وإتلاف بعض المحال التجارية.

## الاعتقال والمحاكمة
في 8 يناير 2010، ألقت السلطات القبض على ثلاثة أفراد ينتمون إلى قبيلة الهوارة البربرية ووجهت إليهم تهمة القتل العمد مع سبق الإصرار فيما يتعلق بمذبحة نجع حمادي. تم التعرف على المتهمين وهم محمد أحمد حسنين الشهير بحمام الكموني، وقرشي أبو الحجاج، وهنداوي سيد. بدأت المحاكمة في 13 فبراير 2010. وعلى الرغم من اعترافهم في البداية أمام الشرطة، فقد دفعوا ببراءتهم من تهم القتل العمد، وتعريض حياة المواطنين للخطر، وإتلاف الممتلكات. أجلت محكمة أمن الدولة العليا المحاكمة حتى 20 مارس 2010، ثم أجلت المحاكمة اثنتي عشرة مرة. مثل المتهمون أمام المحكمة لإصدار الحكم النهائي في 16 يناير 2011. حُكم على الكموني بالإعدام بتهمة "القتل العمد" لسبعة أشخاص، فضلاً عن "محاولة قتل" التسعة الآخرين الذين أصيبوا. وحُكم على المتهمين الآخرين في 20 فبراير 2011.